# 嘉年華維斯塔
嘉年華維斯塔（Carnival Vista）是嘉年華公司運營的一艘遊輪。這艘郵輪于2016年4月28日交付。2016年5月1日首航。

### 2019冠狀病毒病疫情
2019冠状病毒病疫情期间的2020年4月22日， 美国疾病控制与预防中心表示至少有一名乘客在下船后的14天内檢測出严重急性呼吸综合征冠状病毒2。
2021年8月13日，嘉年华维斯塔的上有27人严重急性呼吸综合征冠状病毒2检测呈阳性，並且这27人均接种了2019冠狀病毒病疫苗。